# Martin Knežević
Martin Knežević od Svete Jelene (njem.: Martin Knesevich de Szent-Helena (Senj, 1708. – Gračac, 30. listopada 1781.), hrvatski barun, član plemićke obitelji Kneževića, general bojnik vojske Habsburške Monarhije od 1759. godine.
Sin je Jurja, časnika habsburške vojske i Katarine rođ. Stibor. Otac mu je bio u Ličkoj krajiškoj husarskoj pješačkoj pukovniji. Martin je ratovao u nizu bojišta, u turskom ratu 1737. – 1739. kao satnik, u ratu za austrijsko naslijeđe proslavio se na nizozemskom bojištu te je ratovao u Sedmogodišnjem ratu kao pukovnik, gdje se istaknuo boreći se protiv Pruske.
Marija Terezija dodijelila mu je naslov baruna. 1762. godine dobio je viteški križ Marije Terezije.
U braku s Uršulom Vukasović dobio je mnogo djece, među njima šestoricu sinova:
- Jurja Antuna (*1733.; †1805.), general-bojnika,
- Antuna (*1737.; †1809.), potpukovnika,
- Ivana (*1743; †1809), general-bojnika,
- Petra (*1746.; †1814.), general-bojnika,
- Lavoslava (*?; †1788/89), satnika,
- Vinka (*1755.; †1832.), podmaršala i počasnog generala konjaništva.